# Karmína
Folková skupina Karmína je od počátku 90. let 20. století hudební sdružení zabývající se adaptacemi české lidové hudby, jakož i transkripcemi staré gotické, renesanční či barokní hudby, ať už jde o hudbu světskou či duchovní. Patří k významným představitelům této části české folkové scény. Karmína dosti často vystupuje i v rozhlase a v televizi, pořádá výchovné koncerty pro mládež i časté cesty do zahraničí. Její veřejná vystoupení jsou známá také tím, že jsou vždy provozována v dobových či historických kostýmech.

## Personální složení
- Miroslav Sekáč – umělecký vedoucí
- Jana Piherová – zpěv (soprán), dudy
- Dominik Michálek – zpěv (baryton), drnkací nástroje
- Barbora Dušková – flétny, kornamúzy
- Jiří Chudoba – klarinet, kornamúzy, chalumeau
- Adéla Ambrušová – housle, fidula
- Eliška Aguirre – housle, fiduly
- Lukáš Votava – kontrabas, kvinton, trumšajt
- Roman Klimt – zpěv (bas)
- Šárka Dušková – hoboj, flétny, české křídlo
- Veronika Chudobová – housle, fidula

## Bývalí členové
- Jaroslav Novák
- Milan Buňata
- Daniel Hucek
- Čeněk Svoboda
- Ela Mráčková
- Ladislav Petrů
- Petr Zelenohorský
- David Nykl
- Michal Pihera
- Václav Polanský

## Diskografie

### Řadová CD
- Staré české písně a balady Bonton Classics 1991
- Staré české písně a tance GZ Loděnice 1993
- Staré české vánoční koledy GZ Loděnice 1994
- České vánoce Reader's Digest Výběr 2002
- Rosa fragrans GZ Digital Media Loděnice 2003
- Dej Bůh štěstí GZ Digital Media Loděnice 2003

### Ostatní CD
- 1998 – Ó světe milý světe, ty panuješ
- 2001 – Rosa fragrans